# محمد الصباغ
محمد الصباغ (ولد سنة 1930، تطوان - توفي 9 أبريل 2013، الرباط) شاعر مغربي، عضو مؤسس لاتحاد كتاب المغرب.
يعد من ألمع رجالات النهضة الأدبية بالمغرب العربي.

## مسيرته
أنهى دراسته حتى الثانوية بمدينة تطوان، ثم حصل على دبلوم الدراسات المكتبية في مدريد سنة 1957. وعمل بالصحافة رئيسا لتحرير عدد من المجلات، وملحقاً بوزارة الدولة للشؤون الإسلامية سنة 1961، ورئيساً لقسم الدراسات العربية، ولقسم الآداب بوزارة الثقافة، ومديرًا لديوان وزير الشؤون الثقافية سنة 1981 ورئيساً لقسم المكتبات بنفس الوزارة.
بعد غيبوبة تامة أرقدته في عيادة أكدال بالرباط، تكلف الديوان الملكي المغربي بتكاليف علاجه في أواخر مارس 2013. توفي عصر يوم الثلاثاء 9 أبريل 2013 بالرباط، عن سن تناهز 85 سنة.
| محمد الصباغ | محمد الصباغ (...) هو كاتب تتفجر عواطفه وأفكاره من شق قلمه عنيفة، صاخبة، ولذلك تراه يتنكب العادي والمألوف من قوالب البيان. إذا نظم فبغير وزن وقافية كما تشهد مجموعته الشعرية المترجمة إلى الإسبانية «شجرة النار». وإذا نثر كسا مفرداته وعباراته حللا من الألوان بين زاهية وقاتمة، ثم أطلقها تدرج على أوتار تعددت مفاتيحها وتنوعت قراراتها. ميخائيل نعيمة، سنة 1955، في مقدمة رواية محمد الصباغ «اللهاث الجريح». | محمد الصباغ |

## مؤلفاته

### دواوينه
- التعبير الملتهب، 1953
- شجرة النار، 1954
- اللهاث الجريح، 1955
- أنا والقمر، 1956
- شلال الأسود، 1956
- فوارة الظمأ، 1961
- عنقود وندى 1964
- شموع على الطريق، 1968
- نقطة نظام، 1970
- شجرة محار 1977
- كالرسم بالوهم 1977
- تطوان تحكي، 1979 (يؤرخ للمدينة في أسلوب الحكي الأدبي[6])
- العلاّل 1985
- رعشة 1988
- بغدادات 1991
- دفقات 1995
- أطالب بدم الكلمة 1995.

### أعمال أخرى
كتب مجموعات في قصص الأطفال منها: عندلة ..مجموعة قصص, بسمة للأطفال 1975- أريج الكلام 1982- أزهار بحيرة 1987.

## جوائز
- جائزة المغرب في الآداب، 1970،[7] عن مجموعته القصصية «نقطة نظام».
- وسام الاستحقاق الفكري الإسباني، 1986.
- جائزة المغرب للابداع، 1995 ، عن ديوانه «أطالب بدم الكلمة».

## وصلات خارجية
- محمد الصباغ الحكواتي.
- محمد الصباغ مؤسسة جائزة عبد العزيز سعود البابطين للإبداع الشعري.